# Agrostis nigra
Agrostis nigra é uma espécie de gramínea do gênero Agrostis, pertencente à família Poaceae.